# Горнозаводской управленческий округ
Горнозаводской управленческий округ — территориальное формирование в Свердловской области, не являющееся административно-территориальной единицей, но имеющее территориальный исполнительный орган государственной власти в виде администрации управленческого округа. Центр округа — город Нижний Тагил.
Округ образован в 1997 году. Площадь округа составляет 16 421,2 км². Численность населения — 676 705 человек (на 2018 год). Управляющий округом — Каюмов Евгений Тиморгалиевич.
Администрация управленческого округа является территориальным межотраслевым исполнительным органом государственной власти Свердловской области, участвующим в выработке мер по обеспечению комплексного социально-экономического развития Свердловской области, координации деятельности территориальных отраслевых исполнительных органов государственной власти Свердловской области, осуществлению анализа и прогноза социально-экономического развития Свердловской области на территориях одной или нескольких административно-территориальных единиц Свердловской области.

## Состав
Согласно Областному закону от 24 декабря 1996 года N 58-ОЗ «Об исполнительных органах государственной власти Свердловской области», администрация Горнозаводского управленческого округа Свердловской области находится в городе Нижний Тагил и осуществляет деятельность на территориях следующих административно-территориальных единиц Свердловской области: 3 районов, 4 городов (городов областного значения) и 2 закрытых административно-территориальных образований.
| Административно- территориальная единица | Административный центр АТЕ | Муниципальные образования в границах АТЕ | Число АТЕ | Число АТЕ     | Число АТЕ | Число АТЕ |
| Административно- территориальная единица | Административный центр АТЕ | Муниципальные образования в границах АТЕ | число вгр | число городов | число пгт | число c/c |
| ---------------------------------------- | -------------------------- | ---------------------------------------- | --------- | ------------- | --------- | --------- |
| Верхнесалдинский район                   | город Верхняя Салда        | Верхнесалдинский ГО                      |           | 1             | 0         | 4         |
| Невьянский район                         | город Невьянск             | Невьянский ГО                            |           | 1             | 1         | 9         |
| Невьянский район                         | город Невьянск             | ГО Верх-Нейвинский                       |           | 1             | 1         | 9         |
| Пригородный район                        | город Нижний Тагил         | Горноуральский ГО                        |           | 0             | 1         | 21        |
| Пригородный район                        | город Нижний Тагил         | ГО город Нижний Тагил                    |           | 0             | 1         | 21        |
| город Кировград                          | город Кировград            | Кировградский ГО                         |           | 2             | 0         | 1         |
| город Кировград                          | город Кировград            | ГО Верхний Тагил                         |           | 2             | 0         | 1         |
| город Кушва                              | город Кушва                | Кушвинский ГО                            |           | 2             | 0         | 3         |
| город Кушва                              | город Кушва                | ГО Верхняя Тура                          |           | 2             | 0         | 3         |
| город Нижний Тагил                       | город Нижний Тагил         | ГО город Нижний Тагил                    | 3         | 1             | 0         | 0         |
| город Нижняя Салда                       | город Нижняя Салда         | ГО Нижняя Салда                          |           | 1             | 0         | 2         |
| ЗАТО город Новоуральск                   | город Новоуральск          | Новоуральский ГО                         |           | 1             | 0         | 1         |
| ЗАТО посёлок Свободный                   | посёлок Свободный          | ГО ЗАТО Свободный                        |           | 0             | 1         | 0         |
| ВСЕГО                                    |                            |                                          | 3         | 9             | 3         | 41        |

В рамках муниципального устройства области, управленческий округ включает образованные в границах административно-территориальных единиц соответственно 12 муниципальных образований:
| №  | Муниципальное образование        | Административный центр | Население | Количество населённых пунктов |
| -- | -------------------------------- | ---------------------- | --------- | ----------------------------- |
| 1  | Верх-Нейвинский городской округ  | Верх-Нейвинский        | ↘4348     | 1                             |
| 2  | Верхнесалдинский городской округ | Верхняя Салда          | ↘42 304   | 18                            |
| 3  | Городской округ Верхний Тагил    | Верхний Тагил          | ↘11 037   | 3                             |
| 4  | Городской округ Верхняя Тура     | Верхняя Тура           | ↘8465     | 1                             |
| 5  | Горноуральский городской округ   | Горноуральский         | ↘29 514   | 60                            |
| 6  | Кировградский городской округ    | Кировград              | ↘23 954   | 9                             |
| 7  | Кушвинский городской округ       | Кушва                  | ↘36 288   | 13                            |
| 8  | Невьянский городской округ       | Невьянск               | ↘37 238   | 38                            |
| 9  | Городской округ Нижняя Салда     | Нижняя Салда           | ↘16 403   | 5                             |
| 10 | город Нижний Тагил               | Нижний Тагил           | ↘336 919  | 24                            |
| 11 | Новоуральский городской округ    | Новоуральск            | ↘80 489   | 6                             |
| 12 | Городской округ ЗАТО Свободный   | Свободный              | ↗8047     | 1                             |

## История
В истории Российской Империи существовало хозяйственно-территориальное понятие «горнозаводские округа», с помощью которых управлялись заводские территории, в том числе в Нижнем Тагиле.
На ряде карт, по-видимому, ошибочно (или в соответствии со старыми данными) указывается, что в состав данного округа входят также Верхняя Пышма и Среднеуральск, однако они входят в состав Западного управленческого округа.
1 октября 2017 года  Областной закон от 22 июля 1997 года № 45-ОЗ «О Горнозаводском управленческом округе» утратил силу, а администрация управленческого округа стала действовать согласно закону Свердловской области «Об исполнительных органах государственной власти Свердловской области», в частности, Главе III. Территориальные исполнительные органы государственной власти Свердловской области.